# Gaio (ave)
Gaio é um nome comum para vários pássaros de tamanho pequeno, geralmente coloridos e barulhentos. São passeriformes da família Corvidae, aparentados aos corvos, percas e pegas.
Os gaios recolhem e armazenam bolotas num raio de 5 km. Um único gaio pode esconder 3 a 5 mil bolotas num só inverno.

## Algumas espécies
- Gaio-comum
- Gaio-azul
- Gaio-siberiano